# Pinnacle Gap
Pinnacle Gap är ett bergspass i Antarktis. Det ligger i Östantarktis. Nya Zeeland gör anspråk på området. Pinnacle Gap ligger 2 252 meter över havet.
Terrängen runt Pinnacle Gap är varierad. Trakten är obefolkad. Det finns inga samhällen i närheten.